# Guajará-Mirim
Pour la ville bolivienne voisine, voir Guayaramerín.
Guajará-Mirim est une ville brésilienne de l'État du Rondônia en Amazonie. Elle est construite sur la rive droite du Río Mamoré qui forme la frontière avec la Bolivie en face de la ville bolivienne presque homonyme de Guayaramerín. Sa population était estimée en 2007 à 39 451 habitants. Son altitude est de 128 mètres.

## Toponymie
L'étymologie traditionnelle du nom de Guajará-Mirim (ainsi que de sa voisine bolivienne Guayaramerín) indique qu'il s'agit d'un mot d'origine tupi-guarani se traduisant par « petit rapide » du nom des rapides se situant immédiatement en aval du port de la ville. Une explication alternative plus récente, partant toujours d'une origine tupi-guarani, faisant aussi référence à ces rapides, et prenant en compte les attributs légendaires de cette barrière naturelle indique qu'il faut traduire Guayaramerín par « lieu des femmes sensuelles, séductrices » ou « lieu des sirènes ».

## Géographie

### Milieux naturels
Deux réserves naturelles se trouvent sur le territoire de la ville.
La Réserve biologique de Traçadal (en), dont le nom officiel est « RESERVA BIOLÓGICA ESTADUAL DO TRAÇADAL » (« Réserve biologique étatique de Traçadal »), pour marquer la différence avec les réserves fédérales, est créée le 28 mars 1990 dans une ancienne zone militaire. Toutefois, en 2004, l'état du Rondônia a affirmé que le personnel militaire et policier conserve le droit de traverser la réserve, notamment pour le contrôle des frontières, et que celle-ci ne devait pas faire obstacle à la construction d'une autoroute. Sa superficie est de 22 540 ha.
La réserve de Rio Ouro Preto, dont le nom officiel est « Reserva Extrativista do Rio Ouro Preto », est également créée en 1990. Sa superficie est de 204 631,55 ha.
En 2023, l'institut Chico Mendes de conservation de la biodiversité crée un plan de gestion pour ces deux réserves.

## Une petite ville sans maraîchage
Guajará-Mirim, au plan en damier, aux constructions horizontales disposant généralement de cours, semblables en cela à toutes les petites villes des pays tropicaux, surprend par l'absence de cultures maraîchères existant en Afrique ou en Asie tropicale. Il n'y a pas ou peu de maraîchers dans le municipio mis à part un Japonais et quelques Boliviens. Chaque semaine un camion en provenance de Sao Paulo à 3 500 km de là vient approvisionner le marché en légumes et fruits.

## Un seul monument
La ville est très étendue, aérée par la faible densité du bâti, toutefois sans place aménagée, à la différence de Guayaramerim qui a subi l’infIuence espagnole. Guajará-Mirim possède un seul monument, la cathédrale Nossa Senhora do Seringueiro, construite par Dom Rey et inaugurée le 8 décembre 1971 (mission de Guajara-Mirim). De style franciscain, elle possède un clocher de deux tours quadrangulaires encadrant la façade et, à l’intérieur une très large nef met en valeur le chœur ainsi que la représentation de Notre Dame du Seringueiro.
L'ancienne gare de Guajara-Mirim a été transformée en musée de la ville. Le Chemin de fer Madeira-Mamoré, aussi appelé « train de la mort », a été remplacé par la route qui mène vers Porto Velho.

## Une ville sans favelas
Par sa démographie, Guajará-Mirim, dixième municipio sur les 52 de l'État du Rondônia (42 080 habitants en 2006, bien plus avec les 3 000 ou 4 000 boliviens non enregistrés) a progressé de 4 000 habitants depuis l'an 2000 et s'urbanise très rapidement. 73 % en 1980, 86 % en 1998 et 93 % en 2007 : la majeure partie du municipio de 25 214 km2 est pratiquement inhabitée avec une densité brute de 1,67 hab. par km2.
Guajará-Mirim a passé de 5 quartiers en 1980 à 16 actuellement, tout en évitant la formation de favelas, fait exceptionnel dans une ville amazonienne. Le rôle de l'église catholique a été important dans ce cadre, le diocèse a acheté 72 parcelles, créant le quartier Triangulo sur les rives du fleuve d'abord, où les inondations rendaient précaires toute construction. Ensuite ce fut le tour du Jardim das Esmeralda, à la limite orientale de la ville. Réalisé sous la pression de centaines de migrants qui désiraient s'installer à l'orée de l'agglomération sur des terres vides que s'étaient appropriées des latifundiaires, l'intervention de la Mission fut décisive.
Le problème majeur demeure le développement du marché du travail, les activités économiques étant limitées.
Le secteur de l'éco-tourisme est en développement ; ainsi a été construit le Pakaas-Lodge à une demi-heure du centre ville, au confluent de la rivière Pakaas Novos et du Mamoré. Un hôtel de charme de 28 bungalows qui se fond entièrement dans la forêt.

## Maires
| Période | Période | Identité               | Étiquette | Qualité |
| ------- | ------- | ---------------------- | --------- | ------- |
| 2004    | 2008    | José Mário de Melo     | PDT       |         |
| 2008    | 2012    | Atalibio José Pegorini | PR        |         |